# Sosipatra
Sosipatra is een geslacht van vlinders van de familie snuitmotten (Pyralidae), uit de onderfamilie Phycitinae.

## Soorten
- S. anthophila Dyar, 1925
- S. knudsoni Neunzig, 1990
- S. nonparilella Dyar, 1904
- S. proximanthophila Neunzig, 1990
- S. rileyella Ragonot, 1887
- S. thurberiae Dyar, 1917